# UFC 193
UFC 193: Rousey vs. Holm fue un evento de artes marciales mixtas celebrado por Ultimate Fighting Championship el 15 de noviembre de 2015 en el Etihad Stadium, en Melbourne, Australia.

## Historia
El evento estelar contó con el combate por el campeonato de peso gallo femenino entre Ronda Rousey y Holly Holm. A su vez, el coestelar contó con la defensa de la campeona Joanna Jędrzejczyk frente a Valérie Létourneau.
Michael Bisping esperaba enfrentarse a Robert Whittaker en el evento. Sin embargo, Bisping sufrió una lesión en el codo el 30 de septiembre y fue reemplazado por Uriah Hall.

## Resultados
1. ↑  Por el Campeonato de Peso Gallo de Mujeres de UFC.
2. ↑  Por el Campeonato Femenino de Peso Paja de UFC.

## Premios extra
Cada peleador recibió un bono de $50,000.
- Pelea de la Noche: Ronda Rousey vs. Holly Holm
- Actuación de la Noche: Holly Holm y Kyle Noke